# Dhanmondi Shahi Eidgah

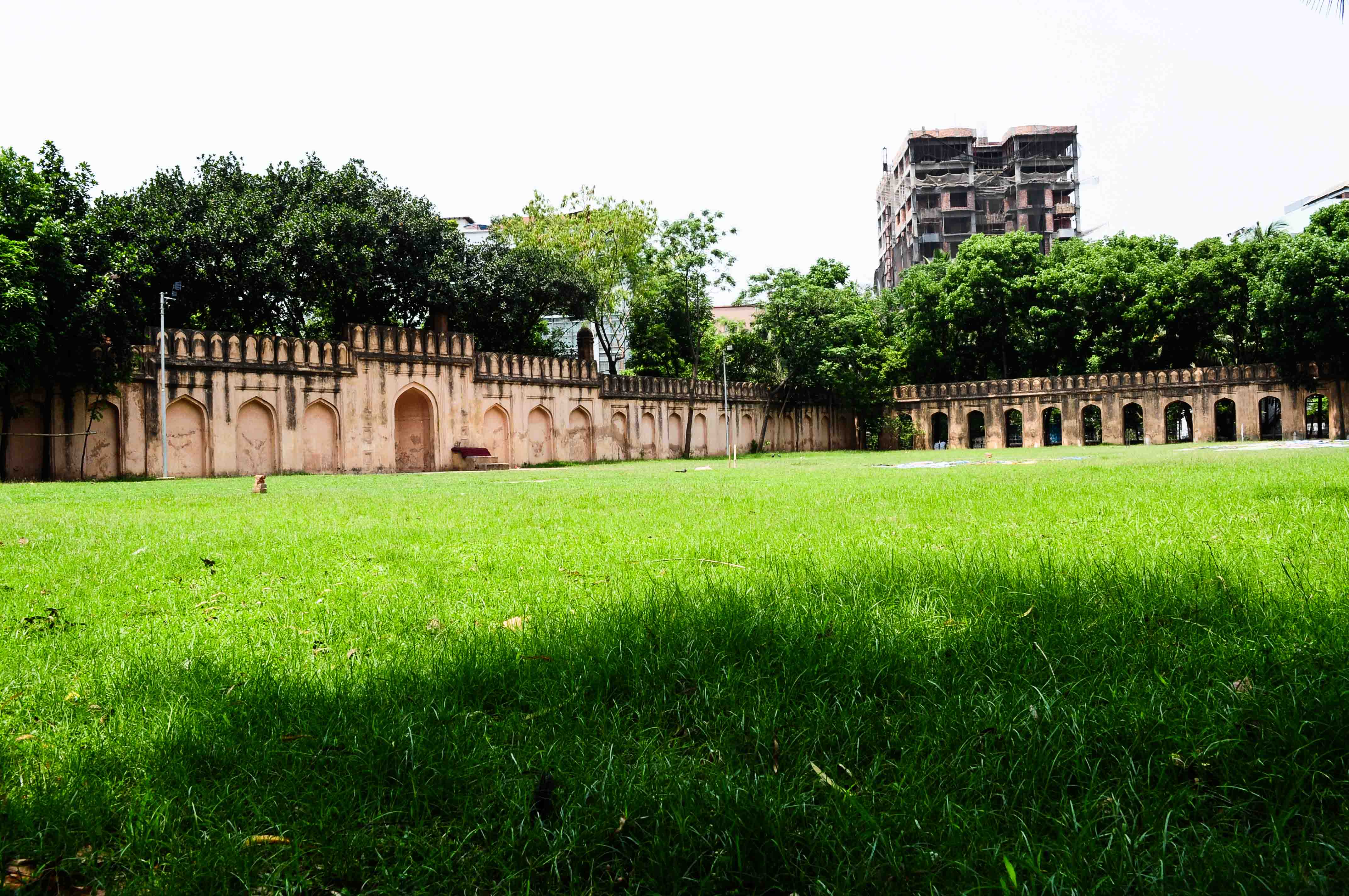
Mughal Eidgah, Dhanmondi.

Dhanmondi Shahi Eidgah (bengalisch ধানমণ্ডী শাহী ঈদগাহ, auch: Mughal Eidgah) ist ein Gebetsort (ʿĪdgāh, Festplatz) in der Saat Masjid Road in Dhanmondi, einem Wohngebiet von Dhaka in Bangladesh. Das Idgah wurde 1640 unter dem Mogulreich erbaut und war seither für die Feier des Fest des Fastenbrechens (Eid) in Gebrauch.
Das Bauwerk ist als archäologische Stätte des Department of Archaeology geschützt und hat historischen, architektonischen und kulturellen Wert. Es ist ein Beispiel der Mogul-Architektur. Der Conservationist Architect Abu Sayeed M Ahmed schrieb: „Dieses Idgah ist das älteste überlebende Mogul-Monument in Dhaka-Stadt. Es ist kein zweites mit der architektonischen Form und vergleichbaren Merkmalen.“

## Geschichte
Das Mogul-Idgah ist ein monumentales Bauwerk. Es wurde von Mir Abul Qasim gebaut, einem Diwan von Shah Shuja und Erbauer des Boro Katra.
Schon die Subehdars und Diwans der Mogulzeit nutzten das Idgah für die Gebete zum Fastenbrechen.

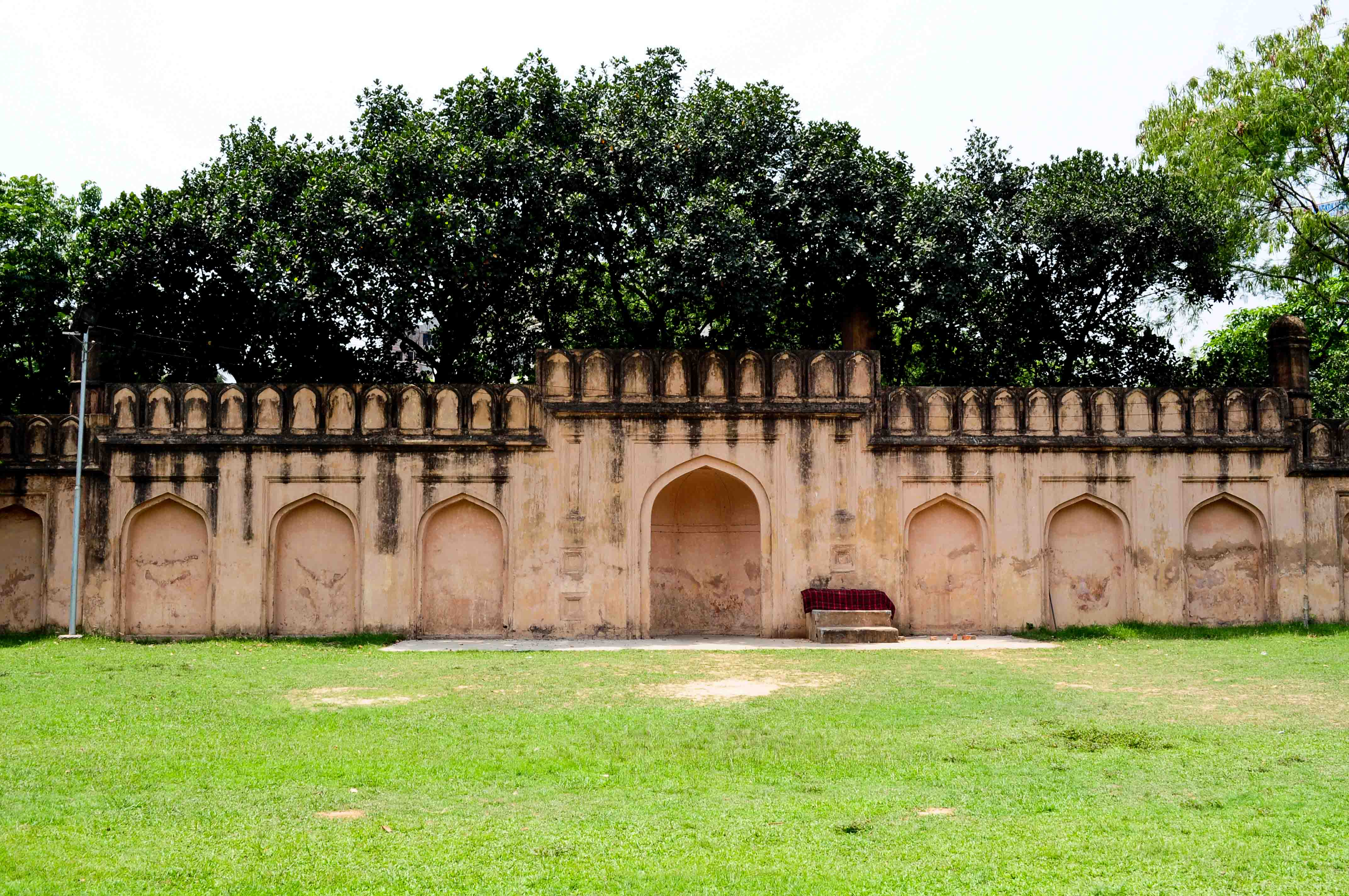
Mihrab (Zentrale Gebetsnische) des Idgah.

## Architektur
Das Idgah war eine Plattform mit Abmessungen von 148 ft × 137 ft (45,11 × 41,76 m). Das Gelände ist um 4–6 ft (1,22–1,83 m) aufgeschüttet. Es war ursprünglich rechteckig mit dicken Ziegelmauern, welche den Hof auf allen Seiten außer im Osten einschlossen. Die Westmauer, der einzige erhaltene Teil der Anlage mit einer Höhe von 15 ft (4,57 m), der einzige erhaltene Teil, ist auch der Platz für die Gebetsnische (Mihrab), welche als 1,5 m eingetiefte Nische gestaltet ist. Die Nische hat vier Facetten und wird nach oben durch einen Bogen mit einer kleinen Spitze begrenzt. Darüber ist eine Inschrift angebracht. Die Nische wird von jeweils drei kleineren Nischen flankiert und die Mauer ist mit vielspitzigen Zinnen gekrönt.
Die Umgebungsmauer war wahrscheinlich teilweise durchbrochen; die Mauern waren mit Zinnen gekrönt und es gab zusätzliche dekorative Elemente an den Ecken, den vorstehenden Teilen der Mauern und den niedrigeren Teilen der westlichen Mauer, so dass das ganze Ensemble den Eindruck einer Festung erweckte. Das Idgah erstreckt sich über eine Fläche ca. 3.5 Bigha (~ 5000 m²).
Während der Mogulzeit floss ein Flussarm vom Idgah zum Hauptstrom bei Saat Masjid.
Noch heute versammeln sich Gläubige zum Eid Gebet.

## Gefährdung der historischen Substanz
Das älteste erhaltene Idgah der Mogulzeit ist heute durch ungeplante Bautätigkeiten bedroht. So soll auf dem Gelände eine sechs-stöckige Moschee errichtet werden. Das Dhanmondi Eidgah Mosque Committee baut ohne Genehmigung des Rajdhani Unnayan Kartripakkha (Rajuk) wie es eigentlich im Building Construction Act und in den Dhaka Metropolitan Building Rules vorgeschrieben ist. Architekt Sayeed befürchtete, dass die Mauern durch die Vibrationen im Zuge der Bauarbeiten geschwächt werden könnten. Er sprach sich auch gegen die Platzwahl aus: „Es ist eine sehr schlechte Wahl zur Errichtung eines großen Gebäudes, da dadurch das elegante Aussehen des Denkmals zerstört wird.“
Die Dhaka Metropolitan Building Rules von 2008 erfordern, dass jeder Bau im Umkreis von 250 m von einem archäologischen Denkmal die Erlaubnis des Nagar Unnayan Committee einholen muss, bevor beim Rajuk Building Committee der Plan genehmigt werden kann. „Wir werden die alte Moschee abreisen, um die neue zu errichten“ („We are going to demolish the old mosque to complete the new one“), sagte Atiqul Habib, der Generalsekretär des Dhanmondi Eidgah Mosque Committee. Das Bauwerk wurde außerdem durch einen ehemaligen Lebensmittelladen in den Schatten gestellt, welcher durch ein Mosque Committee in ein „Islamic Research Centre“ umngewandelt hat, nur wenige Schritte von der zentralen Mihrab entfernt.
Besucher der Eid-Feiern und interessierte Touristen müssen nun die neue Moschee umgehen, um zu dem historischen Gebäude zu gelangen.